# Sweet Seventies
Pour plus de détails, voir Fiche technique et Distribution.
Sweet Seventies (Swinging Safari) est une comédie dramatique australienne écrite et réalisée par Stephan Elliott, sortie en 2018.

## Synopsis
Une plage australienne de banlieue, au milieu des années 70. Un adolescent de 14 ans, Jeff, passe ses vacances d'été avec ses parents délurés, un brin débauchés, et leurs voisins excentriques. Alors qu'une baleine bleue de 200 tonnes s'échoue sur la plage locale, Jeff, qui ne se sépare jamais de sa caméra super 8, tente de trouver sa place dans un monde bouleversé par la liberté sexuelle et qui change plus vite que ses hormones. Amoureux de sa voisine Melly, Jeff assiste médusé à la décadence de ses proches...

## Fiche technique
- Titre : Sweet Seventies
- Titre original : Swinging Safari
- Réalisation et scénario : Stephan Elliott
- Photographie : Brad Shield
- Montage : Sue Blainey, Laurie Hughes et Annette Davey
- Musique : Guy Gross
- Production : Al Clark et Jamie Hilton
- Sociétés de production : Screen Australia, Piccadilly Pictures, SQN Capital, Screen Queensland, Screen NSW, Cutting Edge, Wildheart Films et See Pictures
- Société de distribution : Becker Film Group
- Pays d'origine :  Australie
- Format : couleur
- Genres : comédie dramatique
- Durée : 97 minutes
- Dates de sortie : 
  -  Australie : 18 janvier 2018
  -  France : 28 janvier 2019 (diffusion sur Canal + Cinéma)

## Distribution
- Guy Pearce (VFB : Michelangelo Marchese) : Keith Hall
- Kylie Minogue (VFB : Colette Sodoyez) : Kaye Hall
- Radha Mitchell (VFB : Nathalie Stas) : Jo Jones
- Julian McMahon (VFB : Franck Dacquin) : Rick Jones
- Asher Keddie (VFB : Fabienne Loriaux) : Gale Marsh
- Jeremy Sims (VFB : Jean-Michel Vovk) : Bob Marsh
- Atticus Robb (VFB : Thibaut Delmotte) : Jeff Marsh adolescent
  - Richard Roxburgh (VFB : Thierry Janssen) : Jeff Marsh adulte narrateur
  - Oscar Bailey  : Jeff jeune
- Jesse Denyer (VFB : Esteban Oertli) : Gerome Hall
- Jacob Kotan (VFB : Nathan Willems) : Andrew Hall
- Alex Kotan (VFB : Adrien Dussaiwoir) : Damien Hall
- Chelsea Jamieson (VFB : Alayin Dubois) : Liz Hall
- Ava Taylor (VFB : Inna Weiss) : Keira Hall
- Darcey Wilson (VFB : Aaricia Dubois) : Melly Jones
  - Imogen Hess (VFB : Aaricia Dubois) : jeune Melly
- Ethan Robinson (VFB : Alexis Flamant) : Liam Jones
- James Calder (VFB : Brieuc Lemaire) : Cal Jones
- Chelsea Glaw (VFB : Sophie Frison) : Bec Marsh
- Jack Thompson (VFB : Benoît Van Dorslaer) : le maire
- Jacob Elordi  : Rooster
- Drew Jarvis  : le témoin de Jéhovah
- Sebastien Golenko  : Dog
- Monette Lee  : Mrs. Wilson
- Marcus Guinane  : Mr. Logan
- Caleb Monk  : Nigel Frost
- Renaud Jadin  : Dave
- Stephan Elliott  : un policier (non crédité)

Doublage
- Studio de doublage : C You Soon (Belgique)
- Direction artistique : Alexandra Corréa
- Adaptation : Stéphane Milochévitch

- Source : carton de doublage sur Canal+